# Test de Miller
Le test de Miller, également appelé test d'obscénité à trois volets, est un document juridique établi par la Cour suprême des États-Unis pour déterminer si oui ou non un acte de langage peut être qualifié d'obscène : dans l'affirmative, il n'est alors pas protégé par le premier amendement de la Constitution des États-Unis et peut, de jure, être interdit.

## Histoire et détails
Le test de Miller a été mis au point à la suite de l'affaire Miller v. Californie. Cette affaire opposait en 1973, le marchand-libraire Marvin Miller et l'État de Californie.
Le document comporte trois parties conditionnelles :
- Si « l'individu moyen, appliquant les normes communautaires contemporaines »[3], peut trouver que l'œuvre, prise dans son ensemble, fait appel à une forme manifeste de lubricité[4] ;
- Si l'œuvre représente ou décrit, d'une manière manifestement offensante, un comportement sexuel ou des fonctions excrétrices, hors du cadre spécifiquement défini par la loi de l'État où elle s'applique[5] ;
- Si l'œuvre, prise dans son ensemble, manque d'une authentique valeur littéraire, artistique, politique ou scientifique[6].

Pour la plupart des juristes, sur le plan éthique, ce test nécessite d'importantes nuances. La première est que le test convoque des « normes communautaires » plutôt qu'une norme nationale. Ce qui offense l'individu moyen à Manhattan, Kansas, peut différer de ce qui offense l'individu moyen à Manhattan, New York. La communauté concernée n'est ici pas définie : cette notion reste floue.
Sur le plan pratique, la pornographie montrant des organes génitaux et des actes sexuels n'est pas ipso facto obscène selon le test de Miller. Par exemple, en 2000, un jury réuni à la cour de Provo, dans l'Utah, n'a pris que quelques minutes pour relaxer Larry Peterman, propriétaire du magasin de location de vidéos Movie Buffs, dans le comté d'Utah. Il avait été accusé de publiciser du matériel obscène, en l'espèce, des vidéos pornographiques, lesquelles  étaient en réalité signalées dans une zone protégée du magasin et très clairement indiquées comme « réservée aux adultes ».

## Critiques

### Le risque d'une plus grande censure
Le juge William O. Douglas, doyen de la Cour supreme, craignait que ce test facilite la suppression de la liberté d'expression. Tel qu'il est utilisé, cependant, le test rend généralement difficile l'interdiction de toute forme d'expression. De nombreuses œuvres décriées comme pornographiques ont été reconnues pour avoir une certaine valeur artistique ou littéraire, la plupart publiquement dans le contexte de la National Endowment for the Arts dans les années 1990.

### Problème de juridiction à l'ère d'Internet
L'avènement d'Internet a rendu la partie « normes communautaires » du test encore plus difficile à évaluer ; comme le matériel publié sur un serveur web à un endroit peut être lu par une personne résidant n'importe où ailleurs, la question se pose de savoir quelle juridiction devrait s'appliquer. Dans United States v. Extreme Associates, un distributeur de pornographie de North Hollywood, en Californie, a été jugé au regard des normes communautaires applicables dans l'ouest de la Pennsylvanie, où le Cour d'appel des États-Unis pour le troisième circuit a rendu sa décision, car les documents étaient disponibles via Internet dans cette région. La Cour d'appel des États-Unis pour le neuvième circuit a statué dans United States v. Kilbride qu'une « norme communautaire nationale » devrait être utilisée pour Internet, mais cela n'a pas encore été confirmé au niveau national.